# Neogotische Kirche St. Ludwig

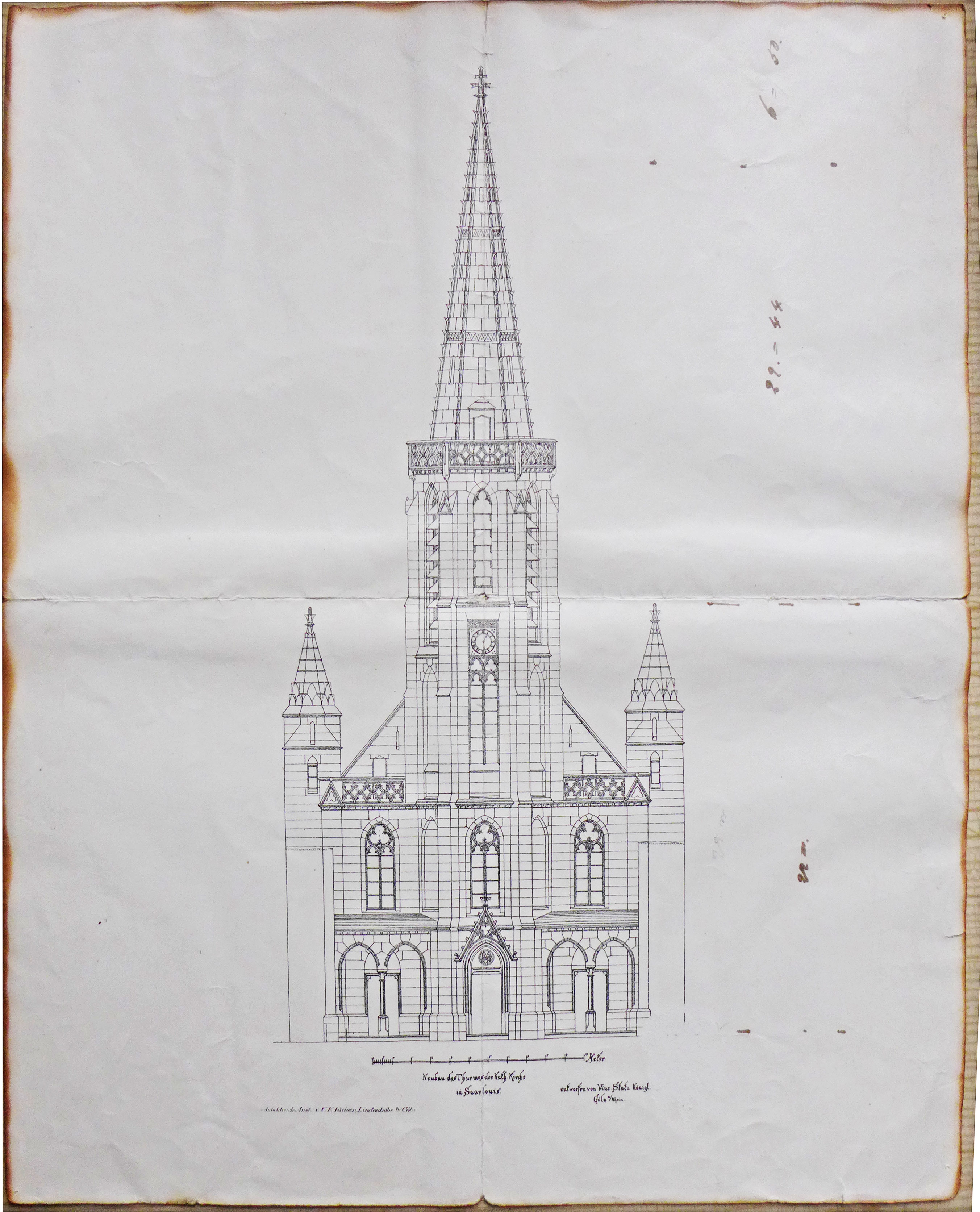
St. Ludwig (Saarlouis), Fassadenriss der neogotischen Turmfassade von Vincenz Statz, Turmhöhe: 51 m

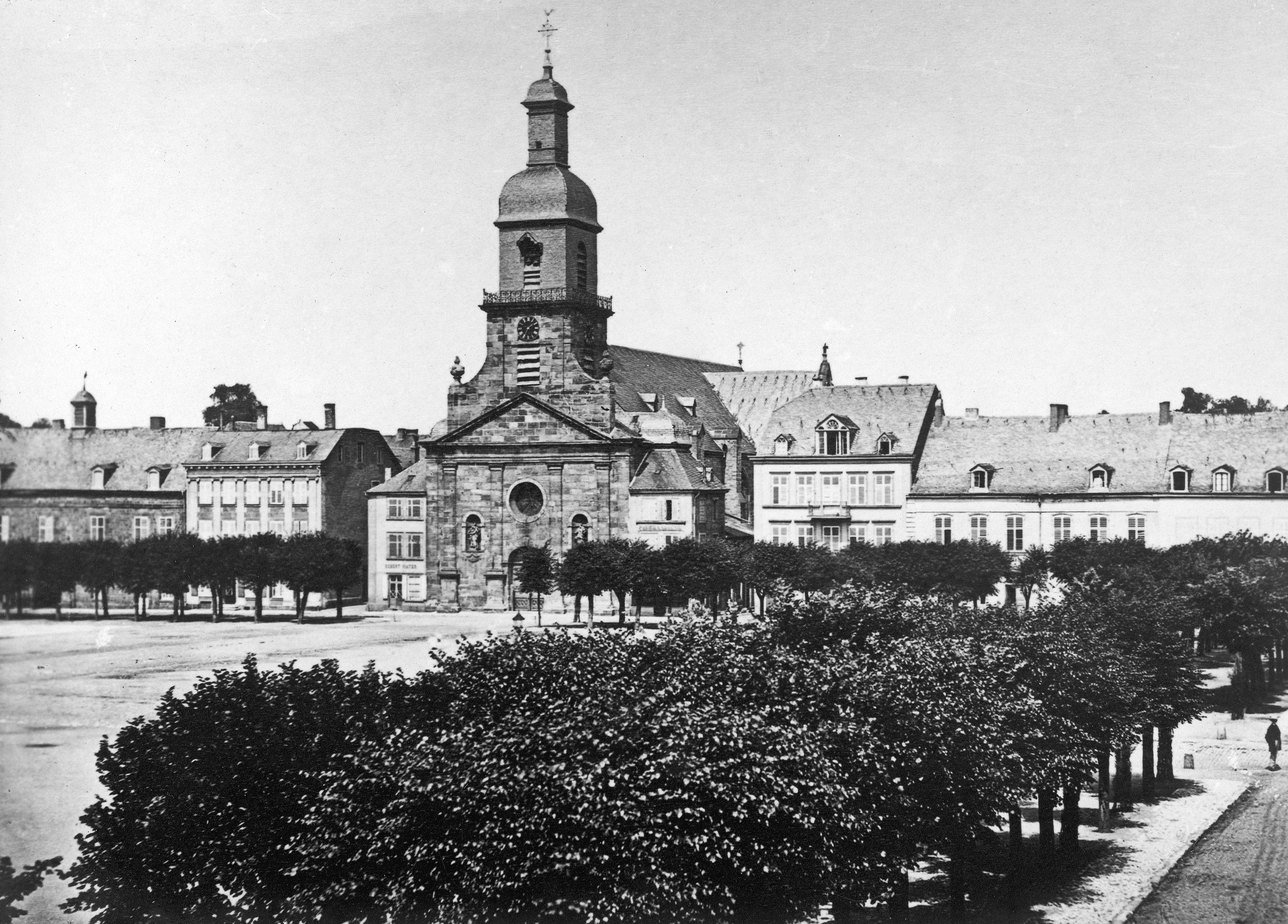
St. Ludwig (Saarlouis), Außenansicht der Barockkirche, (Archiv des Institutes für aktuelle Kunst im Saarland)

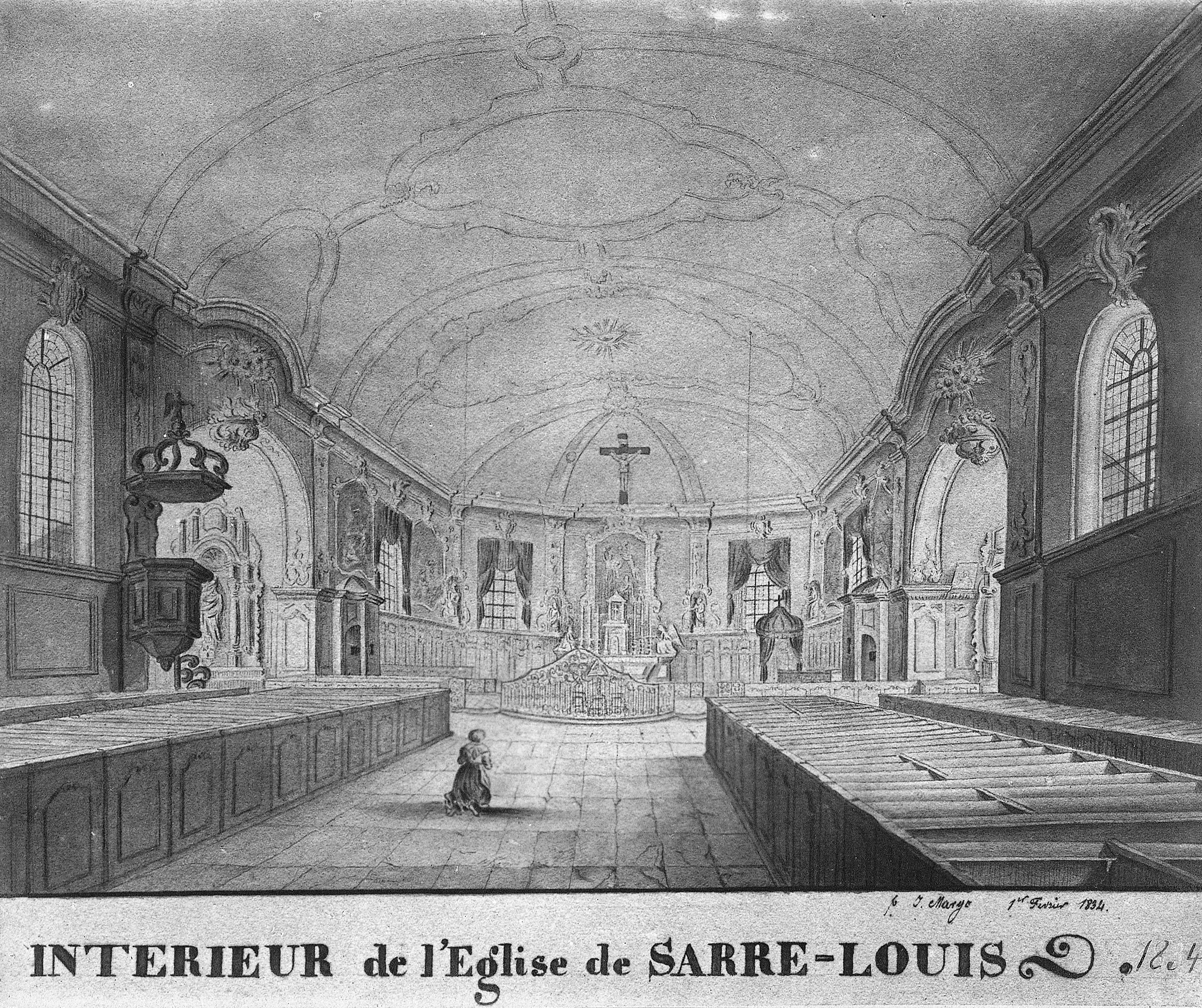
St. Ludwig (Saarlouis), Innenraum der Barockkirche, (Archiv des Institutes für aktuelle Kunst im Saarland)

Die neogotische Kirche St. Ludwig und St. Peter und Paul war der Nachfolgebau der barocken Stadtkirche von Saarlouis sowie der Vorgängerbau der gleichnamigen heutigen katholischen Kirche am Großen Markt in Saarlouis. Die Pfarrgemeinde wurde im Jahr 1685 im Zusammenhang mit der Anlage der Festung Saarlouis gegründet. Der Bau der katholischen Kirche geschah im Zusammenhang mit der Anlage der Festung Saarlouis durch den französischen König Ludwig XIV. und ist auch im Zusammenhang mit den Rekatholisierungsmaßnahmen Ludwigs XIV. im Gefolge der Reunionspolitik an der mittleren Saar in der zweiten Hälfte des 17. Jahrhunderts zu sehen. Der ehemals barocke Bau erfuhr im Laufe seiner Geschichte zahlreiche Umgestaltungen. So wurde im 19. Jahrhundert in zwei Etappen der Barockbau durch einen neogotischen Neubau ersetzt. Dessen Kirchenschiff wurde im 20. Jahrhundert durch einen Betonbau im Stil des Brutalismus ersetzt. Vom neogotischen Bau hat sich bis heute die Turmfront erhalten.

## Bau eines neogotischen Kirchenschiffes

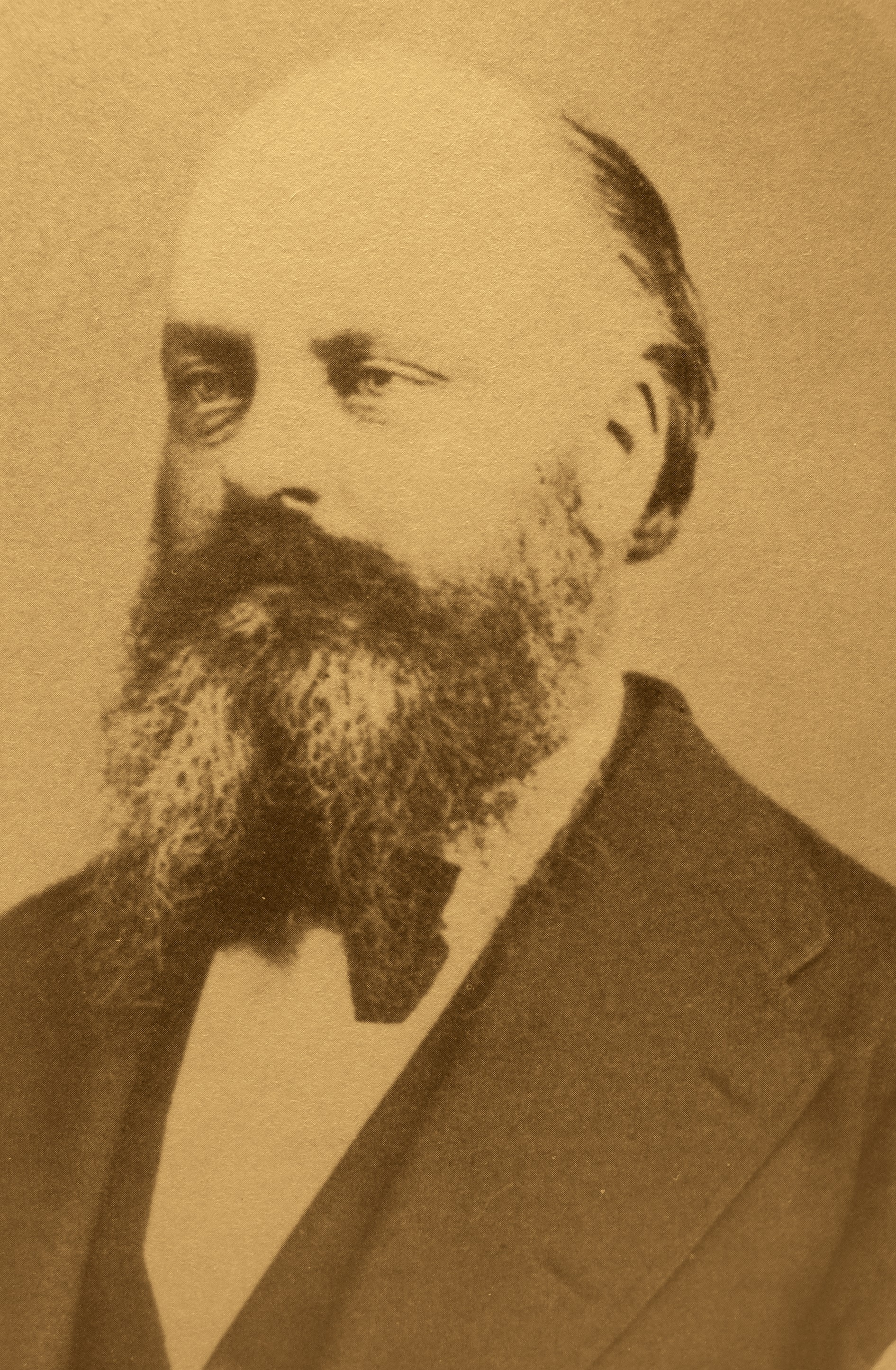
Carl Friedrich Müller (1833–1889), Kreisbaumeister des Landkreises Saarlouis, Architekt des neogotischen Kirchenschiffes von St. Ludwig, Aufnahme aus dem Jahr 1870

Da die ursprüngliche Barockkirche wie die gesamte Festung auf wenig festem Grund errichtet wurde, traten im 19. Jahrhundert statische Mängel auf. Das schwere Eichengebälk der Decke drückte die Außenmauern des Kirchenschiffes auseinander, sodass zur Notsicherung zahlreiche Stützen eingesetzt werden mussten. Dechant Franz Hecking setzte sich mit einer Unterschriftenaktion Saarlouiser Bürger für einen totalen Neubau des Gebäudes inklusive Abriss der angebauten Wohnhäuser ein und argumentierte mit bautechnischen, architektonischen, künstlerischen und patriotischen Gründen, indem er den bisherigen Barockbau als „trauriges Wahrzeichen der Geschmacklosigkeit“ und „schmähliches Denkmal“ bezeichnete, konnte sich allerdings bei der königlich-preußischen Bezirksregierung nicht durchsetzten. Die nicht gefährdete Turmfassade aus dem 17. Jahrhundert mit den angebauten Wohnhäusern musste aus Kostengründen erhalten bleiben. Die Stadt befürwortete ebenfalls den Beibehalt des Turmes, da sich die Stadtkasse durch die Errichtung einer Bürgerschule und die Installation von Gaslaternen in angespannter Lage befinde. So wurden ab dem 26. Mai 1864 nur das Langhaus und der Chor in Übereinkunft mit dem Saarlouiser Stadtrat abgebrochen. Beim Abbruch des Muttergottesaltares fand man eine Messingkapsel, die die Konsekrationsurkunde des Jahres 1687 enthielt. Zwei gleichlautende Urkundenausfertigungen fand man dann anschließend im Altarstein des marmornen Hochaltares und im Altarstein des Muttergottesaltares. Unter dem Hochaltar wurde die Bleiplatte gefunden, die die Grundsteinlegung beurkundete. In den Jahren 1865 bis 1866 errichtete der Architekt Carl Friedrich Müller (1833–1889) nach Zustimmung der bischöflichen und königlich-preußischen Behörden auf den alten, barocken Fundamenten eine neogotische dreischiffige Stufenhalle mit schmäleren Seitenschiffen. Der Bau erweiterte sich um ein ausladendes, etwas niedrigeres Querschiff und endete außen in einem im Mittelschiff gerade abschließenden Langchor mit zweibahnigem Maßwerkfenster. Die Seitenschiffe schlossen in einem 45°-Winkel. Die Säulen und Strebepfeiler der Konstruktion sollten den Druck des Gewölbes besser verteilen und ein Auseinanderdriften der Außenwände verhindern.
Während der Bauzeit bis Mai 1866 fand der Gottesdienst zunächst in den Lazarettkellern der Kaserne IV statt, dann, nach Ausbruch des Deutsch-Deutschen Krieges in der Hospitalkapelle, da man den Lazarettkeller für Verwundete benötigte. Die Pläne des Müllerschen Neubaues existieren nicht mehr.
Carl Friedrich Müller erbaute oder erweiterte in den Jahren 1861–1889 im Gebiet des heutigen Saarlandes 20 Kirchen und war entschiedener Verfechter der Neogotik, die ihm von seinem Lehrer Georg Gottlob Ungewitter in den Jahren 1850 bis 1853 an der Höheren Gewerbeschule Kassel vermittelt worden war. Ungewitter hatte zu den prägenden Vertretern der Wiederbelebung gotischer Formen in Deutschland (Neugotik oder Neogotik) gehört und spielte damit eine wichtige Rolle in der historistischen Architektur, speziell im Kirchenbau. Müllers Sakralarchitektur Ungewitterscher Prägung ist durch klare, erhabene Formen geprägt. Aufgrund der finanziellen Verhältnisse seiner Gemeinden musste Müller hinsichtlich der Schiff- und Turmhöhe Abstriche seitens gotischer Idealdimensionen machen. Um eine bessere Einbeziehung der Gemeinde in das liturgische Geschehen zu gewährleisten, präferierte Müller bei seinen Kirchenbauten dreischiffige Stufenhallen mit Rundpfeilern, die innerhalb des Kirchenraumes die starre Schiffeinteilung mildern und ihn optisch weiten. Seine meist eingezogenen Apsiden weisen häufig Fünfachtelschlüsse auf. Die Außenwände gliedert er mithilfe von Strebepfeilern in Jochabschnitte. Die Joche schließen nach oben mit Kreuzrippengewölbe ab. Ab dem ersten Freigeschoss sind seine Kirchtürme im Grundriss oft eingezogen. Diesen Übergang kaschiert Müller meist mit Eckfialen. Die hölzernen, ins Oktogon übergehenden schlanken Turmhelme sind verschiefert. Sein Spitzbogenfenster sind meist zweibahnig. Die Fassaden sind streng symmetrisch gestaltet. Hinsichtlich der Formensprache der architektonischen Details orientiert sich Müller eher an der Frühgotik. Der Kirchenbau St. Ludwig in Saarlouis weist hinsichtlich der Chorgestaltung eine Sonderstellung im Müllerschen Œuvre auf. Die Apsis ist mit einem inneren Umgang ausgebildet, die Spitzbögen sind lanzettenförmig gedehnt, die Gewölbefelder sehr steil konzipiert. Diese Gestaltung der Spitzbögen weist im Bezug auf die Höhendehnung Ähnlichkeiten mit den Arkaden der spätgotischen Apsisgestaltung der Metzer Kathedrale auf, die an der Wende vom 15. zum 16. Jahrhundert vollendet wurde. Unterschiedlich sind jedoch die umgesetzten Gesamtkonzeptionen der Stufenhalle mit Umgang in Saarlouis und der basilikalen Struktur mit Arkadenzone, Triforium und Obergaden in Metz. Die eingestellten Säulen bilden im Altarbereich einen Fünfachtelschluss, der nach außen so nicht sichtbar wird.
Während man die erste Hl. Messe bereits am Ludwigsfest des Jahres 1866 gefeiert hatte, beging man die Konsekration des neuen Müllerschen Kirchenschiffes am 22. September 1867 mit einer feierlichen Außenillumination der Kirche auf Kosten der Stadt. Der die Konsekration vollziehende Trierer Bischof Matthias Eberhard unterschrieb folgende Weiheurkunde:

„Anno Domni (sic!) MDCCCLXVII die vigesima secunda mensis septembris Ego Joannes Matthias Eberhard, Episcopus hucusque Paneadensis i. p. inf., nunc per Ssmum Patrem Pium P. S. IX translatus ad Sedem Treviren., consecravi Ecclesiam et altare hoc in honorem Sancti Ludovici, Confessoris et Regis, et Reliquias Sanctorum Martyrum Modesti, Catharinae et de societate Stae Ursulae in eo inclusi, et singulis Christifidelibus hodie unum annum et in die anniversario consecrationis hujusmodi ipsam visitantibus quadraginta dies de vera indulgentia in forma Ecclesiae consueta cocessi.
(Dt. Übersetzung: Im Jahre des Herrn 1867 am zweiundzwanzigsten Tag des Monats September habe ich, Matthias Eberhard, bisheriger Bischof von Banyas, nun durch den Heiligen Vater Pius IX. auf den Trierer Bischofsstuhl versetzt, diese Kirche und diesen Altar zur Ehre des heiligen Ludwig, des Bekenners und Königs, konsekriert, und ich habe in ihm Reliquien der heiligen Märtyrer Modestus, Katharina sowie der Gefolgschaft der heiligen Ursula eingeschlossen und jedem einzelnen Christgläubigen erteile ich heute ein Jahr wahrhaften Ablass und den Besuchern der Kirche am Jahrestag der Weihe erteile ich vierzig Tage wahrhaften Ablass auf die gewöhnliche Art der Kirche.“

Der Grundstein der Barockkirche und die Herzkapsel des Marquis de Choisy wurde am 11. Oktober 1866 in einer feierlichen Zeremonie im Beisein von Vertretern staatlicher und kirchlicher Behörden, des Kirchenrates und der Baukommission unter den Stufen des Hochaltares eingelassen. Darüber hinaus brachte man eine Metalltafel zur Erinnerung an das Ereignis an.
Das neue Kirchenschiff hatte an die 24.000 Taler gekostet. Der preußische König Wilhelm I. hatte unter der Bedingung, dass die katholischen Militärangehörigen der Festungsstadt das Gebäude als Garnisonskirche dauernd unentgeltlich benutzen dürften, ein sogenanntes Gnadengeschenk in Höhe von 4000 Talern in Aussicht gestellt.
Da der Stadtrat aber nur ein bedingungsloses Gnadengeschenk des Königs annehmen wollte, verfiel die königliche Zusage. So wurde die Kirche als katholische Garnisonskirche vermietet. Im Jahr 1885 betrug die Jahresmiete zum Beispiel 500 Mark.
Im Vergleich mit dem barocken Kirchenbau hatte man durch den Einbau von Säulen im neogotischen Kirchenraum Sitzplätze verloren. Alle barocken Ausstattungsgegenstände des Vorgängerbaues empfand man nun als nicht mehr stilecht und entfernte sie. Erhalten blieben nur die beiden Ölgemälde Ludwigs XIV. und die vergoldete Altarpredella, die man auf dem Dachboden des Pfarrhauses (heute Dechant-Unkel-Platz hinter der Kirche) provisorisch gelagert hatte. Die beiden steinernen Fassadenfiguren der Apostel Petrus und Paulus stellte man in den Vorgärten der Sakristeien auf.
Die neogotische Innenausstattung wurde von privaten und kommunalen Spendern ermöglicht. Besonders Prälat Subtil trieb diese Aufgabe mit großer Zielstrebigkeit voran. Im Jahr 1900 wurden die Rosenkranzgeheimnisse auf die Chorwände gemalt. Das linke Querhaus schmückte man mit Darstellungen des Todes des heiligen Josef. Die Darstellung der Vermählung Marias und Josefs wurde im rechten Querhaus angebracht.

## Bau einer neogotischen Turmfront

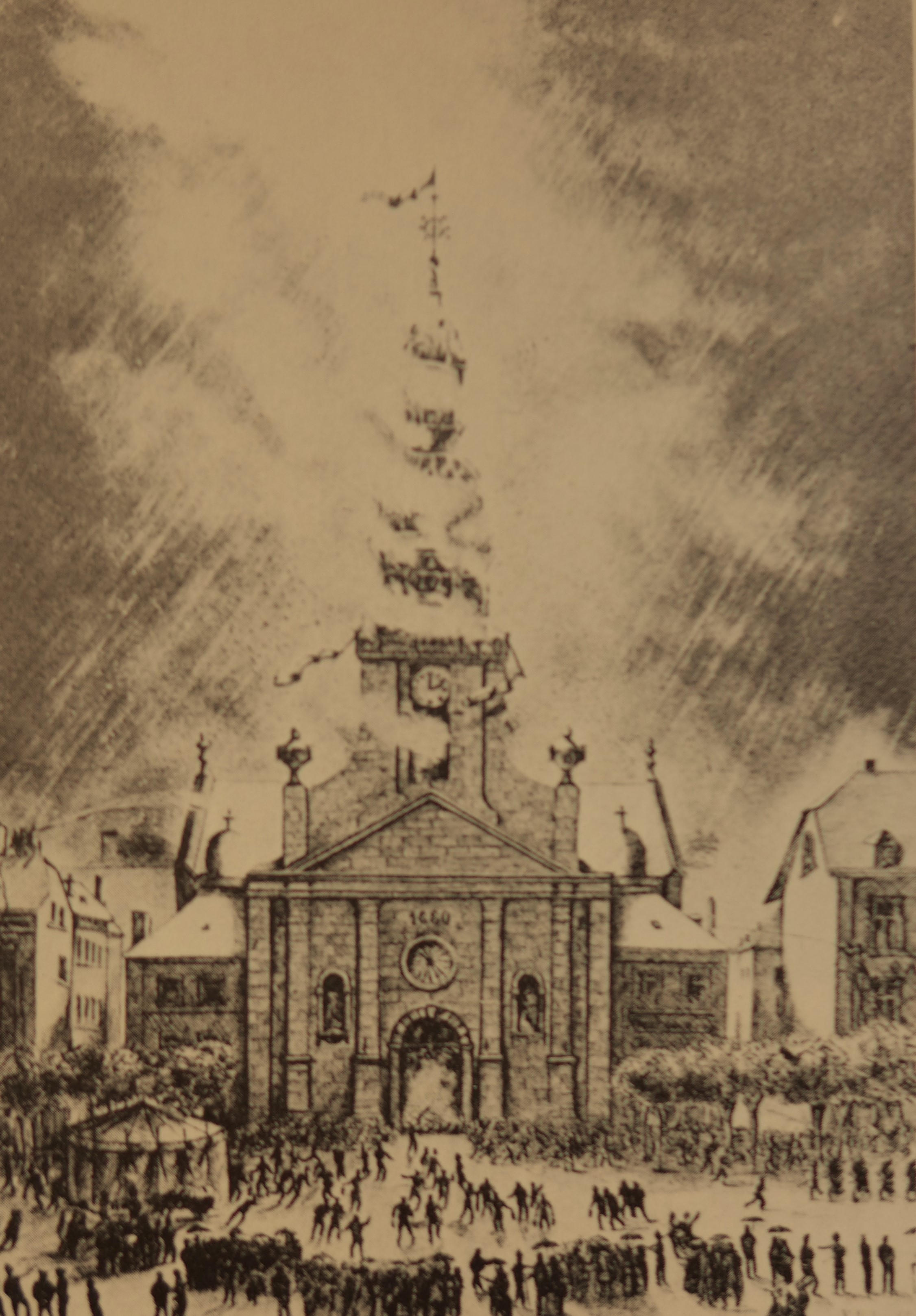
St. Ludwig (Saarlouis), Brand des barocken Kirchturmes 1880, (Stadtarchiv Saarlouis)

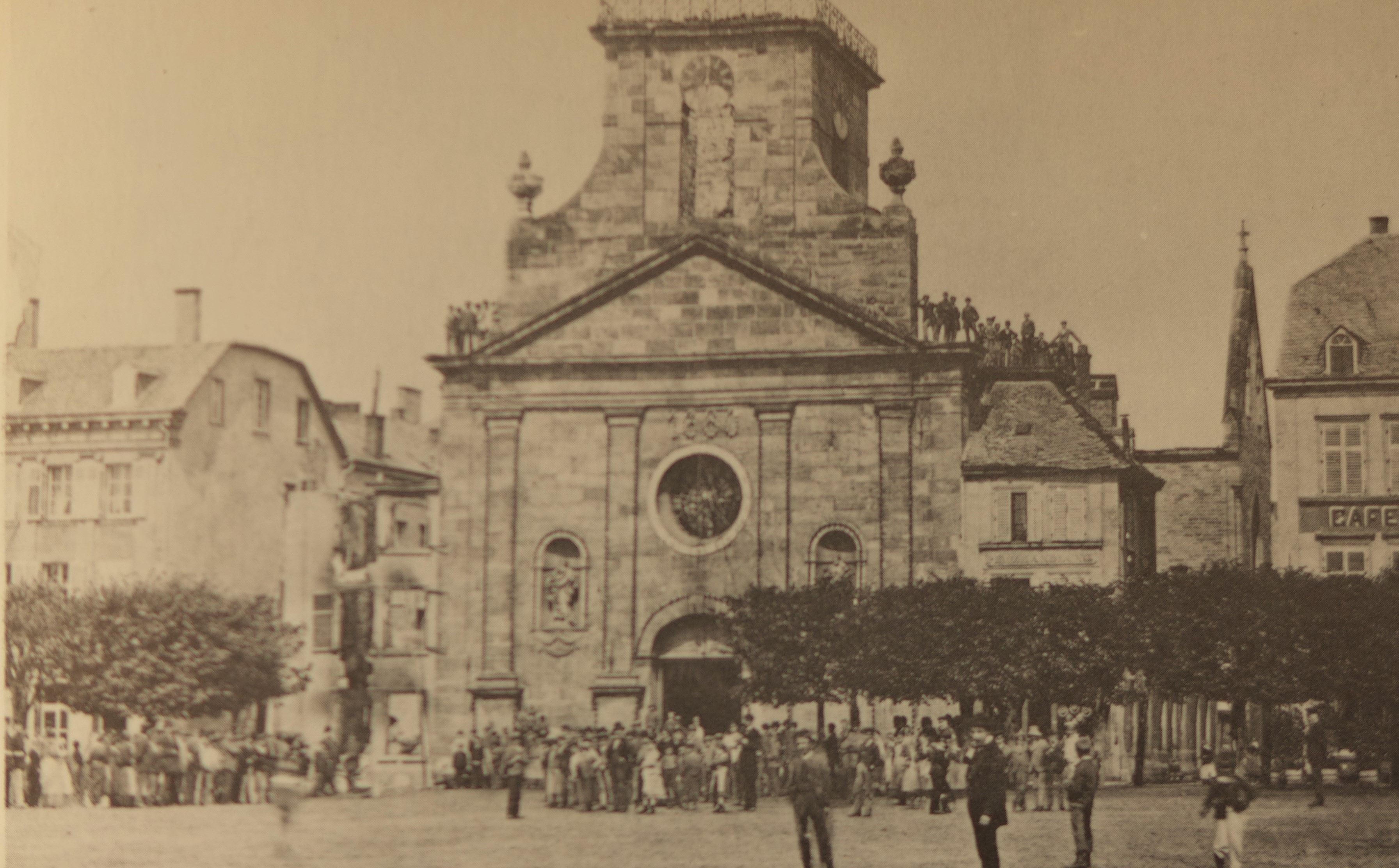
St. Ludwig (Saarlouis), Barocker Kirchturm nach dem Brand von 1880, (Stadtarchiv Saarlouis)

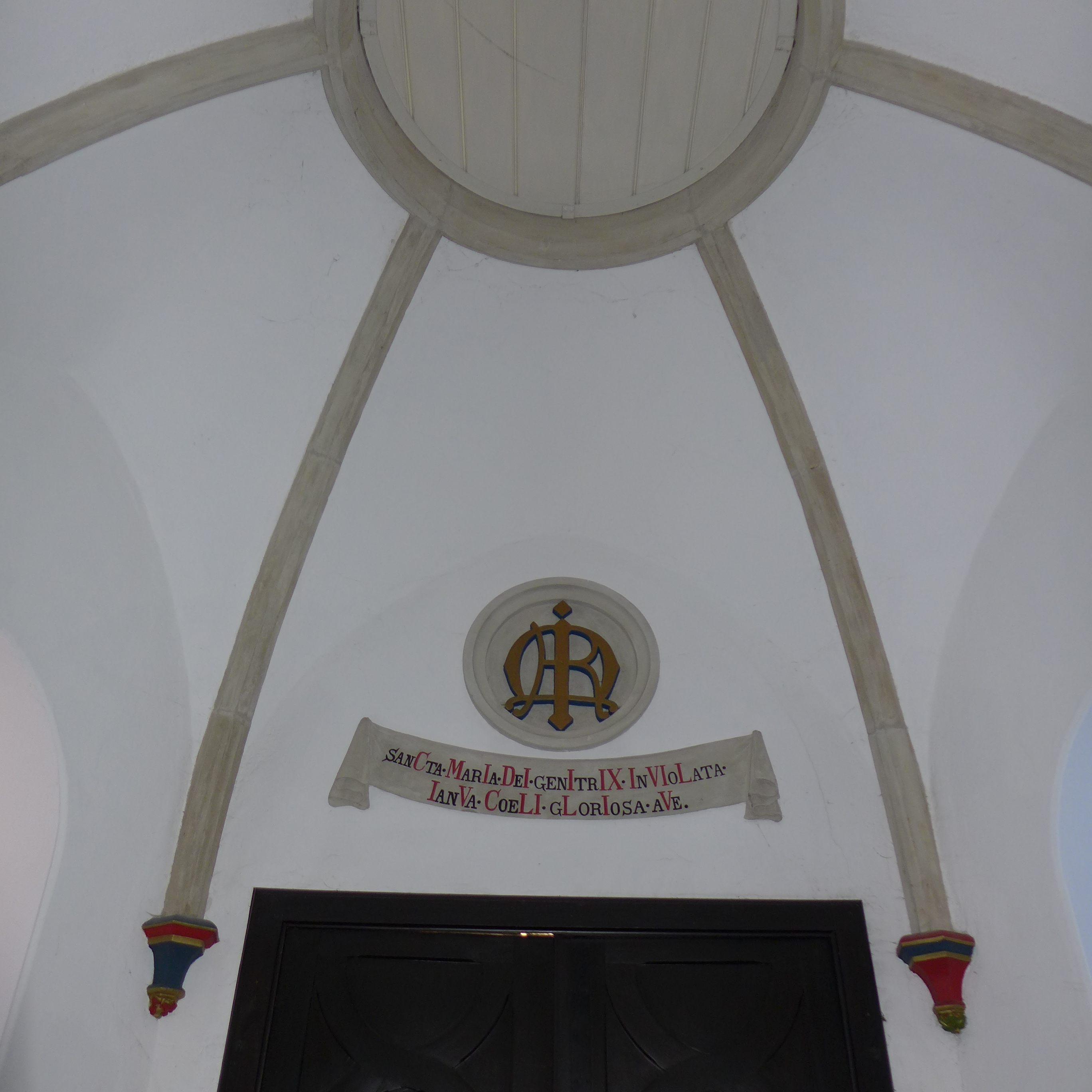
St. Ludwig (Saarlouis), Marianische Inschrift in der Turmvorhalle

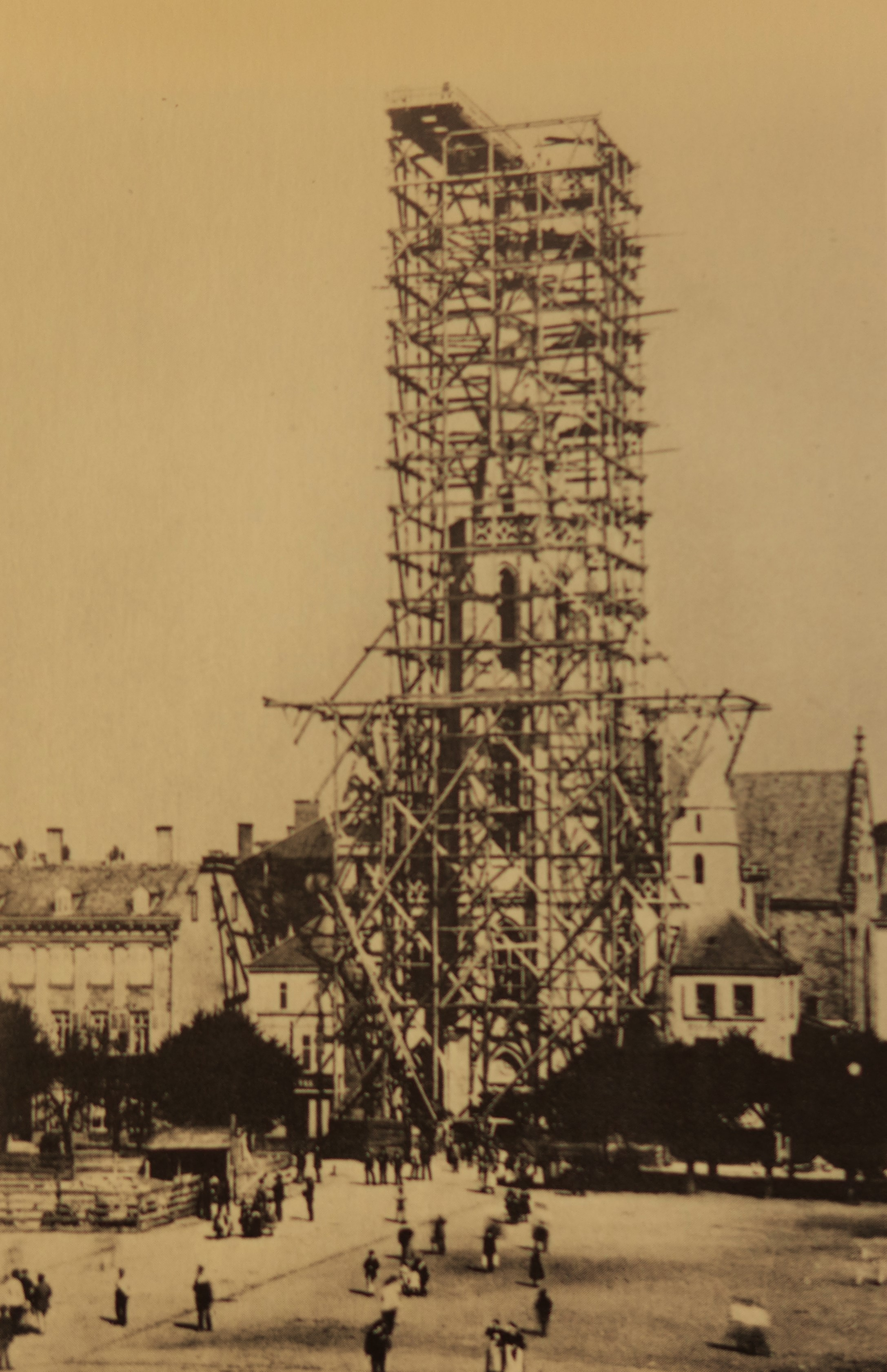
St. Ludwig (Saarlouis), Bau des neogotischen Turmes, (Stadtarchiv Saarlouis)

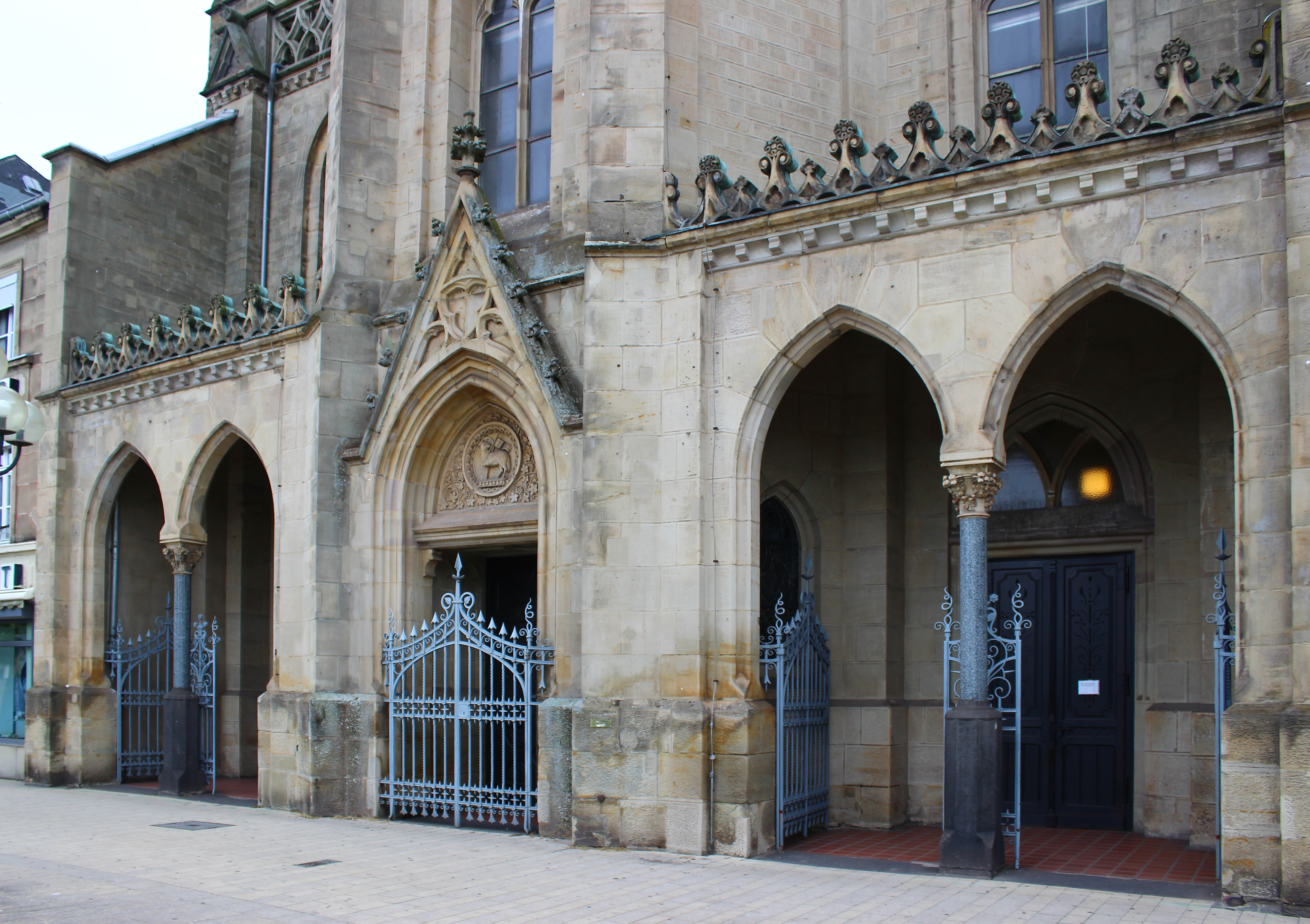
St. Ludwig (Saarlouis), Portalzone

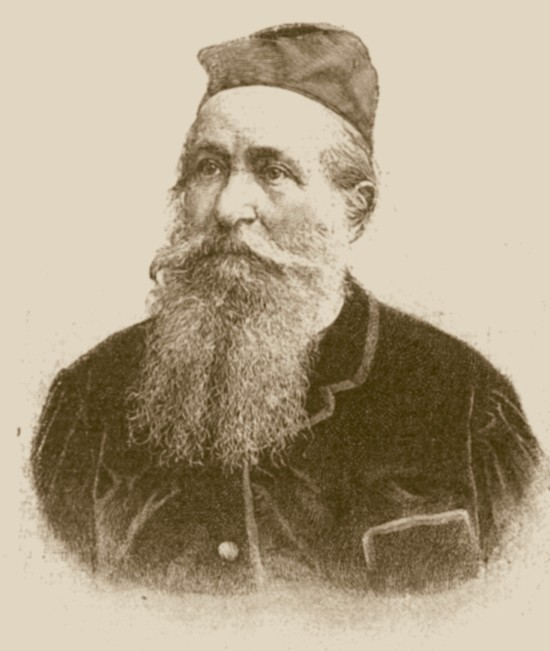
Vincenz Statz (* 9. April 1819 in Köln; † 21. August 1898 ebenda), Architekt der neogotischen Turmfront von St. Ludwig

Die hölzernen und verschieferten Teile der barocken Turmfassade fingen am Abend des 7. August 1880 durch die nächtliche Illumination mit Kerzen oder durch Feuerwerkskörper anlässlich des Festes zum 200-jährigen Jubiläum der Festungsgründung Feuer. Die verschieferte hölzerne Turmhaube brannte dabei völlig ab. Die Glocken schmolzen während des Brandes oder stürzten in den steinernen Turmschaft als die hölzerne Glockenstube in sich zusammenbrach, obwohl die Feuerwehren von Saarlouis, Dillingen und Fraulautern intensive Löscharbeiten unternahmen. Beim Brand wurden auch die beiden an die Kirchturmfront angebauten Häuser Mayer und Baltzer bis auf die Außenmauern vernichtet. Auch das Kirchendach des neogotischen Neubaues brannte, doch verhinderte das steinerne Gewölbe ein Übergreifen der Flammen ins Kirchenschiff.
So entschied man sich angesichts der schweren Verwüstungen, auch aus Gründen der Stilreinheit, für den Totalabbruch der barocken Fassade und errichtete in den Jahren 1883 bis 1885 eine dem Stil des neogotischen Langhauses entsprechende neogotische Turmfassade durch den Kölner Architekten Vincenz Statz, einem einflussreichen Vertreter der Neogotik im Rheinland. Im Jahr 1841 war Statz in die Dombauhütte des Kölner Domes eingetreten, wo er ab 1845 als Werkmeister tätig wurde. Gleichzeitig mit Friedrich von Schmidt, dem späteren Erbauer des neogotischen Wiener Rathauses, wurde er vom Dombaumeister Ernst Friedrich Zwirner auch zur Bearbeitung der Pläne des Domweiterbaues herangezogen. Statz hatte sich bereits seit dem Jahr 1856 mit dem neogotischen Kirchenerweiterungsbau der alten Pfarrkirche St. Johannes und Paulus im Saarlouis nahe gelegenen Beckingen beschäftigt, wozu ihn der dortige Pfarrer Franz Xaver Leidinger (1810–1890) unter Vermittlung des Trierer Bischofs Wilhelm Arnoldi und des Kölner Generalvikars Johann Anton Friedrich Baudri beauftragt hatte. Nachdem man sich in Beckingen dann aber für den kompletten Neubau einer Pfarrkirche entschieden hatte und der Eisenbahnbauführer R. Vogdt die diesbezüglichen Baupläne (später von Carl Friedrich Müller weitergeführt) unentgeltlich erstellt hatte, wurde die Beauftragung von Statz fallengelassen.
Als ausführenden Bauleiter der Statzschen Pläne in Saarlouis verpflichtete man den Bauunternehmer März aus Saarbrücken. Am 6. April 1884 wurde die feierliche Grundsteinlegung vollzogen. Die Baukosten betrugen etwa 160.000 Mark. Dazu zahlte die Versicherung 37.000 Mark, die Pfarreimitglieder spendeten 33.000 Mark. Durch Umlagen brachte man 90.000 Mark mit 30-jähriger Verzinsung und Amortisation auf. Die barocken Wohnhäuser, die bereits die ursprüngliche Turmfassade flankiert hatten, hatte man beim neogotischen Fassendenbau beibehalten und renoviert.
Der im Jahr 1858 gegründete Gesangverein von Saarlouis konnte im Jahr 1885 durch den Erlös von Konzerten eine neue Glocke, die Josefsglocke, finanzieren. Das Geläute wurde durch weitere Spenden um die Ludwigs-, die Petrus- und die Marienglocke ergänzt. In einem Artikel der liberalen Kölnischen Zeitung vom 30. August 1885 wurde den Verantwortlichen der Pfarrgemeinde und der Stadtverwaltung im Bezug auf die Glockenweihfeier vom 23. August 1885 antipreußische und profranzösische Tendenzen vorgeworfen, da die Stadt durch französischsprachige Aufrufe auch Spenden in Frankreich erbeten hatte. Darüber hinaus wurde in der Presse die These vertreten, Saarlouis sei als Stadt und Festung aus einer französischen Sträflingskolonie hervorgegangen, woraufhin sich der Stadtrat genötigt sah, in einer außerordentlichen Sitzung diesem Vorwurf vehement entgegenzutreten.
Das Geläute von 1885 fiel später der Einschmelzungsaktion am Ende des Ersten Weltkrieges zum Opfer. Erst im Jahr 1923 konnten neue Glocken angeschafft werden. Die Saarlouiser Schulkinder stifteten die Josefsglocke, die männlichen Pfarrangehörigen die Petrusglocke (13 Zentner), die Jungfrauenvereinigung die Marienglocke (19 Zentner) und Prälat Alexander Subtil die Ludwigsglocke (47 Zentner).
Schon bald nach der Fertigstellung im Jahr 1885 zeigten sich an der Turmfassade Risse, sodass der Saarbrücker Baurat Neufang Restaurierungsmaßnahmen einleiten musste. Der Saarbrücker Bauunternehmer Mertz, der die Maurerarbeiten des Turmes ausgeführt hatte, goss daraufhin das Mauerwerk zum Zweck der Stabilisierung im Inneren mit Flüssigzement aus.
Die zweigeschossig angelegte Fassade ist in eine Arkadenzone und eine Fensterzone gegliedert. Darüber erhebt sich der viergeschossige, sechseckige Kirchturm mit seinem krabbengeschmückten Helm bis zur Spitze der Kreuzblume in einer Höhe von 51 m. Die beiden fassadenflankierenden Wohnhäuser wurden vom Vorgängerbau übernommen. Sie werden von zwei Treppentürmen mit quadratischem Grundriss überragt.

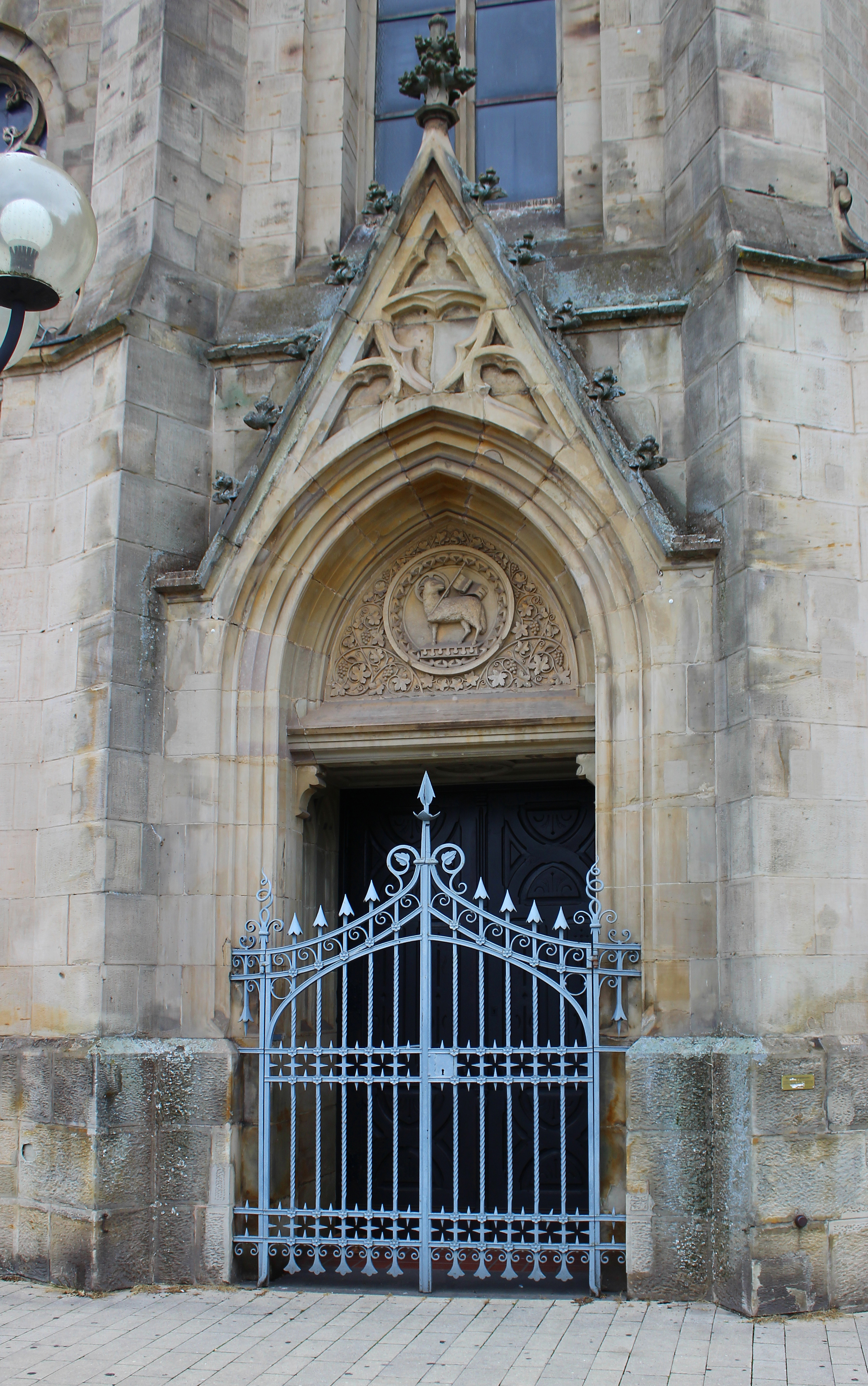
St. Ludwig (Saarlouis), Wimperggeschmücktes Turmportal mit dem apokalyptischen Lamm im Tympanon

Die Eingangshalle ist in drei große Abschnitte gegliedert. Der Turmeingang ist als mittiger, reich mit Maßwerk gegliederter, wimpergbekrönter Hauptzugang zur Kirche mit einem reliefierten weinrankengeschmücktem Tympanon geschmückt. Im Zentrum des Tympanons erscheint in einem stilisierten Wolkenkranz das triumphierende apokalyptische Lamm Gottes mit Siegesfahne auf dem Buch mit den sieben Siegeln (Offb 5,1 ). Die Konstellation des Lammes mit den Weinranken bezieht sich auf das Jesuswort im Johannesevangelium (Joh 15,5 ): „Ich bin der Weinstock, ihr seid die Reben. Wer in mir bleibt und ich in ihm, der bringt reiche Frucht.“ Darüber hinaus kann die Konstellation des Lammes im Bogenfeld und des Portals in Verbindung mit einer weiteren Stelle im Johannesevangelium gebracht werden: „Ich bin die Tür; wer durch mich hineingeht, wird gerettet werden“ (Joh 10,9 ).

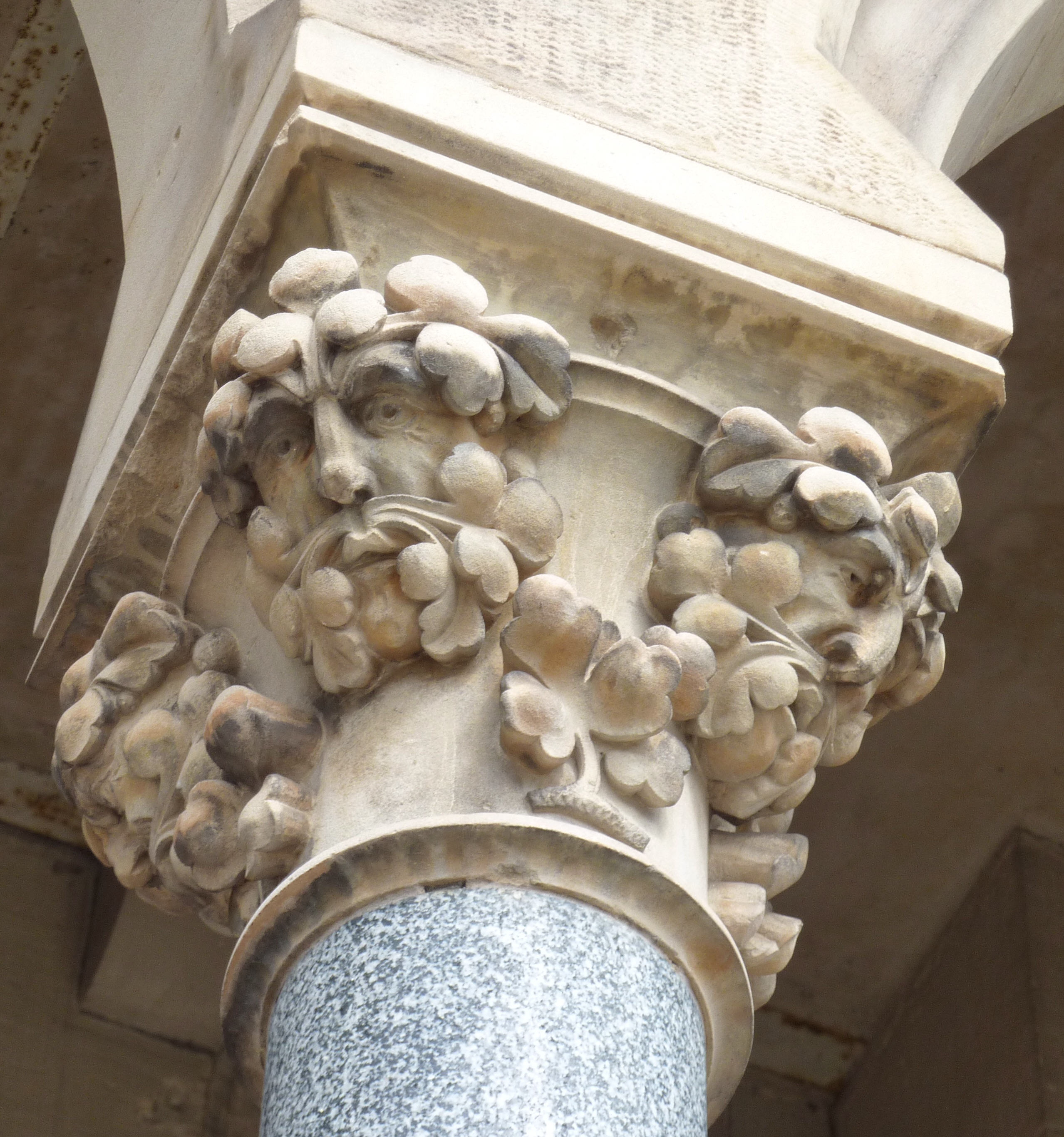
St. Ludwig (Saarlouis), Seitenportale der Marktfront, neogotisches Kapitell mit Blattmasken

Flankiert wird der Turmeingang von Doppelspitzbögen auf zentralen Säulen mit Blattmasken-Kapitellen, die sich zu den ehemaligen neogotischen Seitenschiffen öffnen. Hinter dieser Vorhallenkonzeption tritt die Abschlusswand des Langhauses zurück. Die Vorhallenfront wird mit dem Langhaus durch die Schrägwände des sechseckigen, strebepfeilerumstandenen Turmes verbunden. Während das Turmuntergeschoss Teil der dreiteiligen Vorhalle ist, verbindet sich das erste Turmgeschoss in seiner Gestaltung mit der Langhausfassade. Die beiden zweibahnigen Spitzbogenfenster mit Vierpass in der Spitze entsprechen im ersten Geschoss formal dem Turmfenster auf gleicher Ebene. Alle drei Fenster weisen die gleiche Höhe auf wie die Blendspitzbögen der Turmschrägwände. Die Langhausfassade wird im ersten Geschoss mit einer Maßwerkbrüstung abgeschlossen. Das zweite Turmgeschoss zeigt in der Mitte ein gerade abschließendes zweibahniges Fenster, über dem die Turmuhr angebracht ist. Die Schrägwände sind wie im ersten Turmgeschoss mit Blendspitzbögen gegliedert. Über den neogotischen lanzettenartigen Schallöffnungen des Turmes steigt der sechseckige, krabbenbesetzte Spitzhelm hinter einer Maßwerkbrüstung steil auf.
Der steinerne Turmhelm von St. Ludwig weckt Assoziationen zum ebenfalls steinernen Turmhelm des architektonischen Hauptwerkes von Statz, dem Mariä-Empfängnis-Dom zu Linz. Die Maßwerkgalerie des Vierungsturmes und das Portaltympanon von St. Ludwig weisen Gestaltungsparallelen zur in den Jahren 1980/1981 durch einen Neubaues ersetzten Aachener Marienkirche, die Vinzenz Statz in den Jahren 1859 bis 1863 errichtet hatte. Ebenso verwendet Statz das Motiv des Fassadenturmes auf polygonalem Grundriss mit Spitzhelm bei seinen Kirchen in Braunsrath und Bernshausen. Die Ausführung des Helmes in Stein, die innerhalb der neogotischen Architekturgeschichte des Saarlandes nahezu singulär ist, könnte auf die negative Erfahrung mit dem Brand der ehemaligen verschieferten, hölzernen Barockturmhaube zurückzuführen sein.
Der regelmäßig hexagonale Grundriss des Saarlouiser Turmes ist im Kirchenbau des Architekten Vinzenz Statz unüblich. Sofern er Polygon-Türme entwarf, waren sie üblicherweise oktogonal angelegt. Diese Konzeption war in Saarlouis nicht möglich, da das Müllersche Kirchengebäude bereits vorhanden war und die Fluchtlinie zum Großen Markt hin beizubehalten war. Auf geringem Raum musste ein Turm von adäquater Höhe gebaut werden. Auf achteckigem Grundriss hätte man diesen übermäßig schlank emporführen müssen, was einer ausgewogenen Fassadengestaltung und einer Standsicherheit des Glockenstuhles abträglich gewesen wäre. Eine gewisse architektonische Parallele des hexagonalen Saarlouiser Turmes stellt der Kirchturm der Wiener Pfarrkirche St. Othmar unter den Weißgerbern dar, die in den Jahren 1866 bis 1873 ebenfalls im neogotischen Stil nach den Plänen des Kollegen von Vincenz Statz, Friedrich von Schmidt, errichtet worden war. Darüber hinaus ist hinsichtlich der hexagonalen Turmform von St. Ludwig auch eine Reminiszenz an die Hexagonalität des Vaubanschen Festungsgrundrisses von Saarlouis denkbar.
Die beiden Treppentürme von St. Ludwigs in Saarlouis stehen an der Stelle der früheren barocken Turmflankenhauben. Sie entwickeln sich im Obergeschoss vom Quadrat ins Achteck und schließen mit steinernen Helmen. Interessant ist eine Ähnlichkeit der Frontalsilhouetten von St. Ludwig und dem Kirchenensemble der Mariä-Empfängnis-Basilika (errichtet 1866–1871, Architekt Hippolyte Durand, 1801–1882) mit der vorgelagerten Rosenkranz-Basilika (errichtet 1883–1889, Architekt Leopold Hardy, 1829–1894) in Lourdes, das etwa zur gleichen Zeit wie die Saarlouiser Turmfront vollendet wurde. Eine weitere Parallele hinsichtlich der Dreierkonstellation von spitzem Mittelturm und begleitenden Treppentürmen bietet die Pariser Sainte-Chapelle Ludwigs IX., wobei hier allerdings der Mittelturm als Dachreiter ausgeformt ist.
Die mit Kehle und Wulst fein profilierten Bogengewände der Vorhalle von St. Ludwig, die reichen Maßwerkformen der Brüstungen, die Krabben am Wimperg und am zentralen Turmhelm sowie die Kreuzblumen der drei Turmhelme zitieren den hochgotischen Formenkanon.
Die Turmhalle weist über dem Eingangsportal in einem Rundmedaillon ineinander verschlungene Buchstaben auf, die das Wort „Maria“ ergeben. Darunter befindet sich eine Inschriftenbanderole mit den lateinischen Worten: „SANCTA MARIA DEI GENETRIX INVIOLATA IANUA COELI GLORIOSA AVE“ (dt. Übersetzung: „Heilige Maria, unversehrte Gottesgebärerin, glorreiche Himmelspforte, sei gegrüßt“). Einige Buchstaben der Inschrift sind farblich hervorgehoben und ergeben, als römische Zahlen gedeutet, die Jahreszahl 1883, das Jahr der Grundsteinlegung des neogotischen Turmes.
Aus Anlass des 300-jährigen Gründungsfestes der Stadt Saarlouis im Jahr 1980 wurden Schäden an der Turmfassade, die durch den US-Artilleriebeschuss des Zweiten Weltkrieges entstanden waren, behoben. Die gesamte Fassade wurde gereinigt, schadhafte Sandsteine wurden ausgetauscht.

## Planungen zum Bau einer Filialkirche
Im Jahr 1889 war der Festungsstatus von Saarlouis aufgegeben worden und die Stadt konnte sich nun auch ungehindert jenseits des früheren Festungsgürtels ausdehnen. Kurz darauf begannen die Planungen zum Bau einer neuen protestantischen Kirche in Saarlouis, der dann in den Jahren 1904 bis 1906 in den Formen der Neorenaissance verwirklicht werden konnte und mit seinen aus Eicheln der Wittenberger Luthereiche gezogenen Luthereichen ein deutliches Zeichen des Protestantismus preußischer Prägung im traditionell katholischen Saarlouis setzte.
Im Jahr 1897 kauft die Pfarrei St. Ludwig von der Stadt Saarlouis einen Hektar Baugrund an der Ludwigstraße bei den Gartenreihen. Man vermutete, dass sich die Stadt besonders in diesem Gebiet in den Folgejahren ausdehnen würde und der Bau einer zusätzlichen Pfarrkirche nötig werde. Falls es nicht an dieser Stelle zu dieser Entwicklung käme, wollte man den Bauplatz als Tauschobjekt für einen geeigneteren Baugrund einer zweiten katholischen Kirche verwenden.
Zum Bau einer zusätzlichen katholischen Kirche in angedachten Areal kam es in der Folgezeit allerdings nicht.

## Baumaßnahmen in der neogotischen Kirche im 20. Jahrhundert

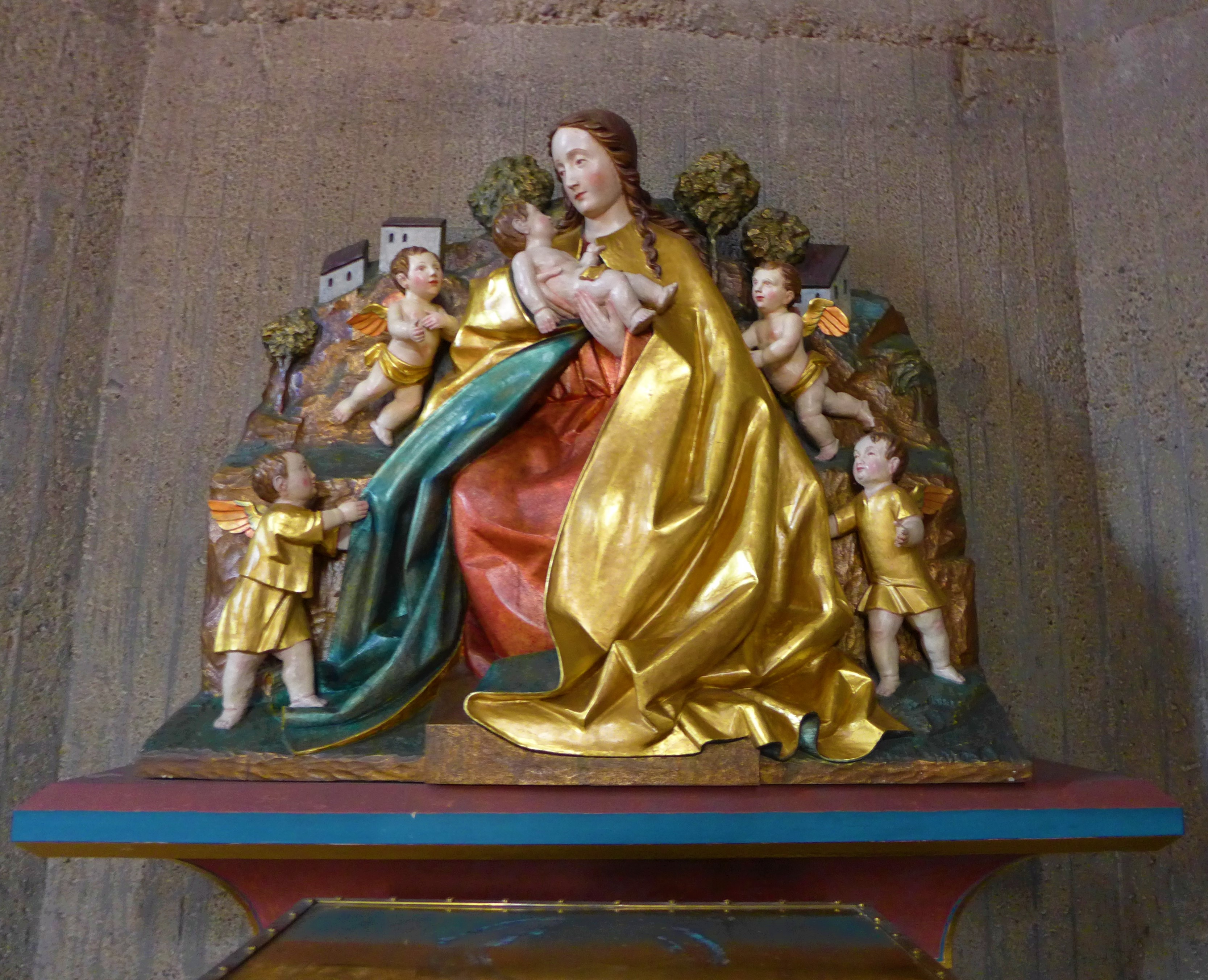
St. Ludwig (Saarlouis), Seitenaltarbild „Maria mit dem Jesuskind“, Altarschrein verlustig, Bildhauerwerkstätte Marmon (Sigmaringen)

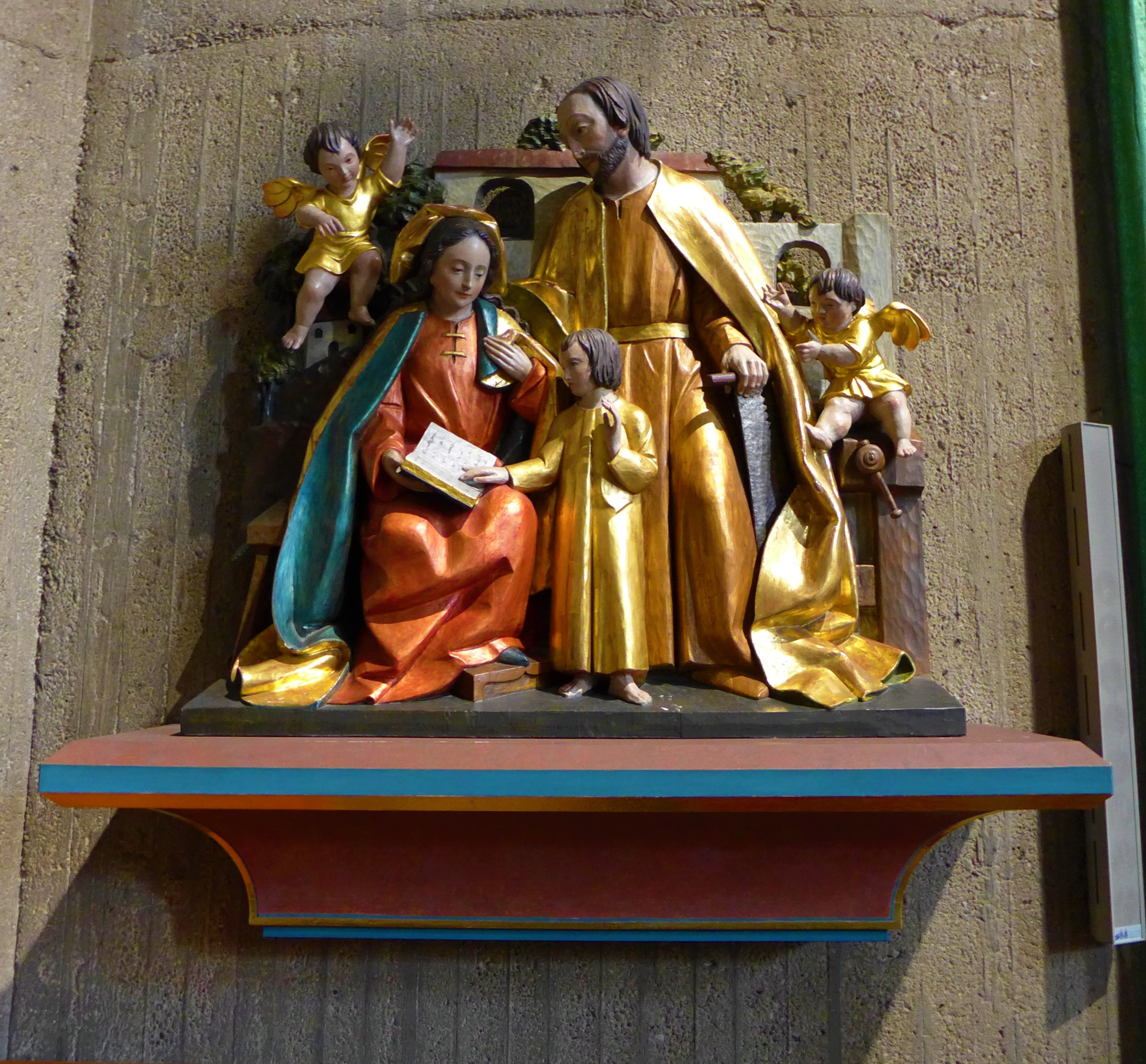
St. Ludwig (Saarlouis), Seitenaltarbild „Die heilige Familie“, Altarschrein verlustig, Bildhauerwerkstätte Marmon (Sigmaringen)

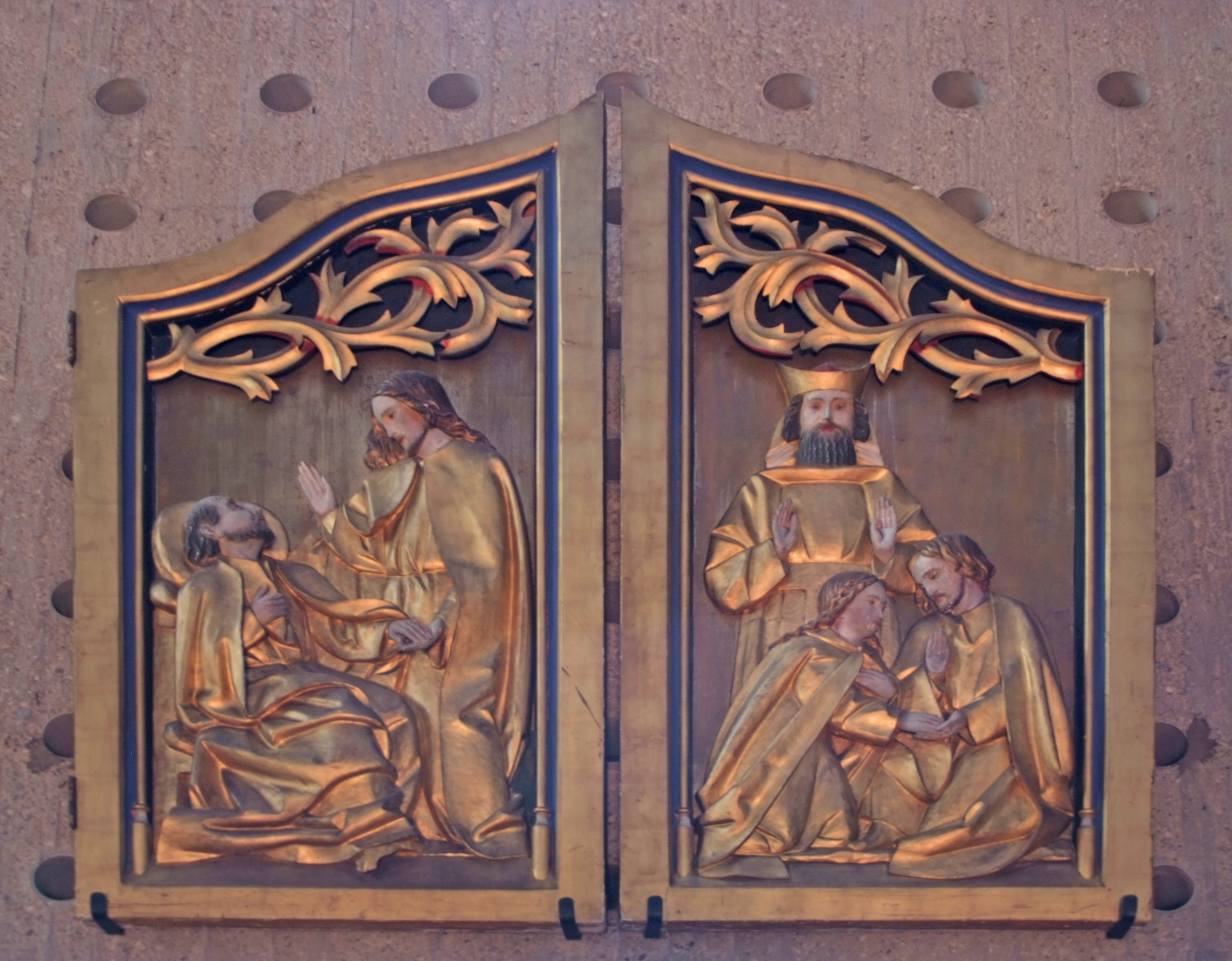
St. Ludwig (Saarlouis), Altarflügel mit der Darstellung des Todes des heiligen Josef und der Verheiratung von Josef und Maria, Bildhauerwerkstätte Marmon (Sigmaringen)

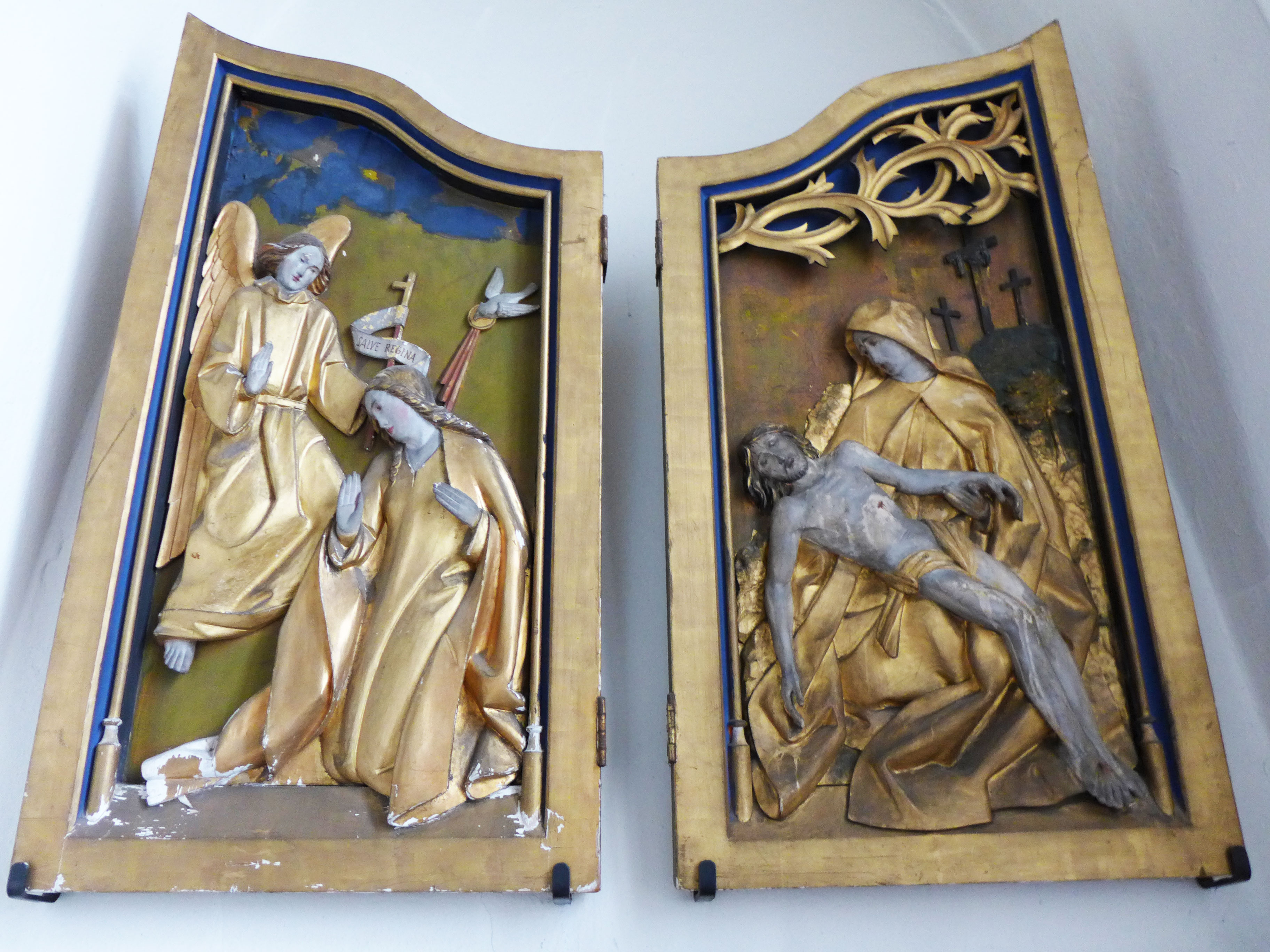
St. Ludwig (Saarlouis), Altarflügel vom Seitenaltar der neogotischen Kirche mit der Verkündigungsszene und der Pietà, Bildhauerwerkstätte Marmon (Sigmaringen)

Im Jahr 1909 erhielt nach einem Wettbewerb um die Gestaltung eines neuen Hochaltares der Künstler Hans Steinlein aus Eltville den Auftrag. Darüber hinaus fertigte Steinlein noch weitere Figuren für die Saarlouiser Kirche. In den 1920er Jahren wurde von Carl Philipp Schilling und dessen Neffen Franz Schilling eine Neuausmalung des Kircheninneren durchgeführt. Das Atelier Schilling (Freiburg im Breisgau) erneuerte die Ausmalung der Kirche im Jahr 1937.
In der Amtszeit von Pfarrer Heinrich Unkel wurde im Jahr 1936 mit einer durchgreifenden Renovierung des neogotischen Sakralbaues begonnen. Eine Heizungsanlage wurde eingebaut und die neogotische Fensterverglasung gegen hellere Fenster der Trierer Firma Binsfeld ersetzt. Ebenso wurde die neogotische Ornamentalbemalung entfernt und das Kircheninnere erhielt einen helleren Farbanstrich.
Bei der Umgestaltungsaktion wurden die bisherigen Seitenaltäre entfernt und im Jahr 1937 durch neue kleine neogotische Altäre (Josefsaltar, Marienaltar) der Kunstwerkstätte Marmon in Sigmaringen ersetzt. Das Trierer Generalvikariat meinte hinsichtlich der Entwürfe:

„Bezüglich der stilistischen Gestaltung der Seitenaltäre müssen wir den Versuch, in irgendeinem mittelalterlichen Stil zu arbeiten, als aussichtslos ablehnen.“

Trotz der ablehnenden Haltung aus Trier wurden die Altäre in Sigmaringen gefertigt und in Saarlouis aufgestellt. Die Einzelteile der Marmonschen Altäre sind noch in der Kirche vorhanden. Der Zusammenhang des Aufbaues ging aber durch die aktuelle Aufstellung verloren.
Die Teilbestuhlung der Kirche wurde von der Firma Mettler in Morbach komplett durch Kirchenbänke ersetzt. Die Kanzel, die bisher etwa in der Mitte des Kirchenschiffes an einem Pfeiler angebracht war, versetzte man an den dem Altar nächstgelegenen Pfeiler des Kirchenschiffes, um eine bessere Sichtbarkeit und Hörbarkeit des Predigers zu erlangen. Das Geläut wurde verändert. Durch die Trierer Orgelbaufirmen Sebaldt und Brand wurde die Orgel von 25 auf 44 Register erweitert. Die Renovierungsmaßnahme wurde im Jahr 1937 abgeschlossen.

## NS-Zeit und Zweiter Weltkrieg

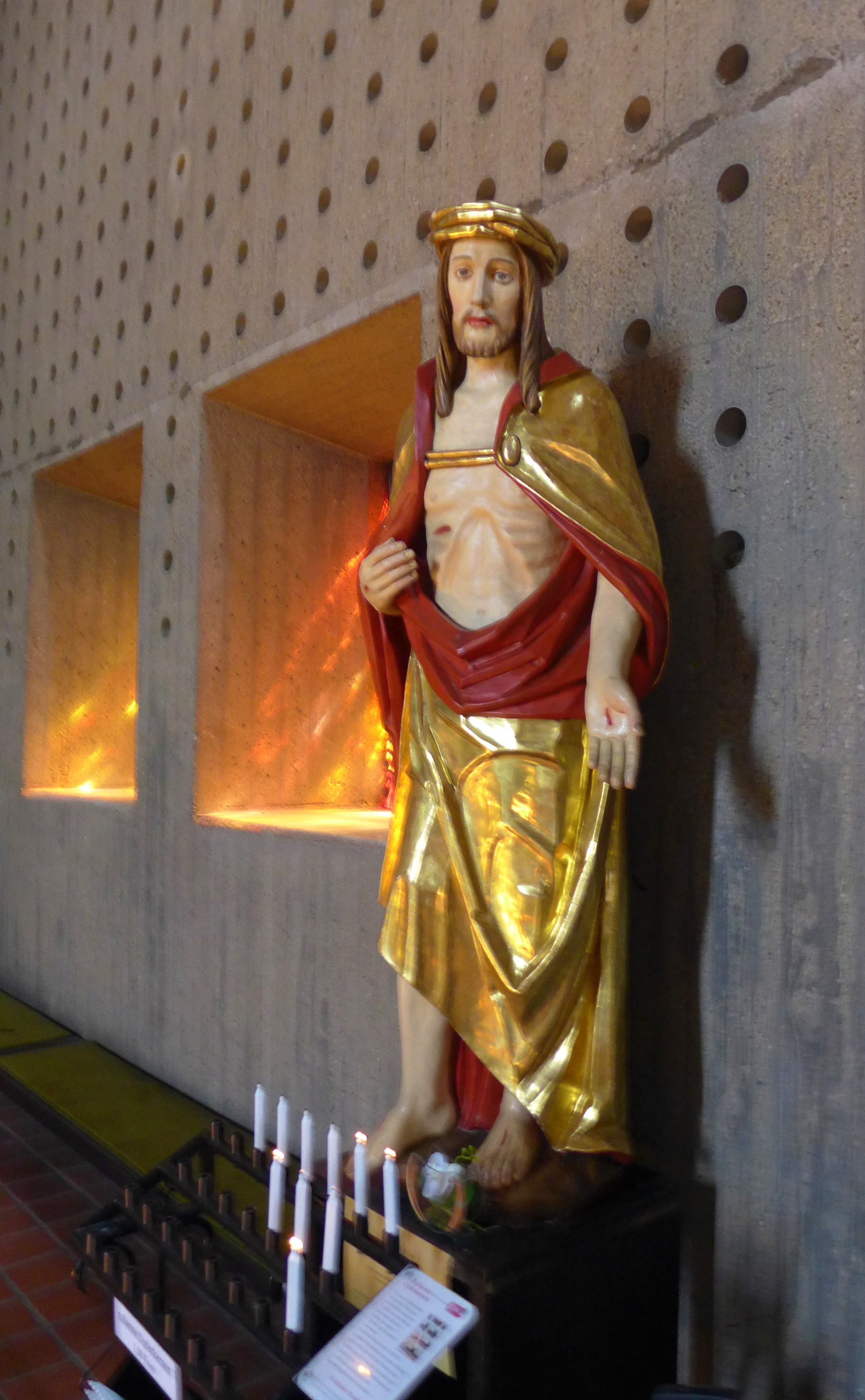
St. Ludwig (Saarlouis), Votiv-Christus, gestiftet aus Anlass der überstandenen ersten Evakuierung der Stadt Saarlouis im Zweiten Weltkrieg

Die kirchenfeindlichen Maßnahmen des NS-Regimes begannen unmittelbar nach der Volksabstimmung vom 13. Januar 1935 im Saargebiet. Von Seiten der neuen Machthaber wurde zunächst Protest laut gegen die in den neuen Kirchenfenstern und auf dem Hochaltar von Hans Steinlein neu angebrachten griechischen Christusmonogramme (☧), die als Konkurrenzzeichen zum allgegenwärtigen Hakenkreuz verstanden wurde. Schließlich wurden die Fenster durch NSDAP-Mitglieder mit Steinen eingeworfen. Nach längeren Verhandlungen mit Gauleiter Josef Bürckel wurden die Schäden auf Parteikosten behoben.
Den Großen Markt vor der Kirche hatte man im Jahr 1937 durch die Baufirma Kronenberger aus Beaumarais komplett mit großformatigen Betonplatten belegen lassen. Am 18. Dezember 1936 hatte die Saarlouiser Stadtverordnetenversammlung einstimmig beschlossen, ihm den neuen Namen Adolf-Hitler-Platz gegeben. Bereits am 13. Januar 1936, dem ersten Jahrestag der Saarabstimmung von 1935, hatte man den Namen der Stadt Saarlouis in Saarlautern abgeändert.
Das katholische Vereinshaus wurde durch NSDAP-Organe beschlagnahmt und die katholischen Vereine unterdrückt. Infolge der Abschaffung der katholischen Bekenntnisschulen durch die sogenannte „Deutsche Gemeinschaftsschule“ in den Jahren 1937/1938 wurden in St. Ludwig, wie überall im Bistum Trier, auf Anweisung des Trierer Bischofs Franz Rudolf Bornewasser an Ostersonntag 1938 die Glocken nicht geläutet. Dem Klerus von St. Ludwig wurde der Zutritt zu Schulgebäuden verweigert, sodass man seitens der Pfarrei Seelsorgestunden am Nachmittag für die Schuljugend anbot.
Die Volksmission im November 1937 durch drei Jesuitenpatres wurde durch die NSDAP gestört, indem man Schilder mit der Aufschrift „Maul- und Klauenseuche“ an der Kirche anbrachte.
Die Evakuierung der Kirchengemeinde St. Ludwig erfolgte mit dem Ausbruch des Zweiten Weltkrieges im September 1939. Bergungsorte waren verschiedene Städte und Gemeinden in Mitteldeutschland, so z. B. Meiningen im Süden Thüringens. Der Saarlouiser Pfarrklerus wurde nach Bad Langensalza, Mühlhausen/Thüringen und Dessau evakuiert. Dechant Heinrich Unkel brachte dabei das barocke vergoldete Abendmahlsrelief im Jahr 1939 aus Sicherheitsgründen nach Münstermaifeld in das Turmgewölbe der Stiftskirche Stiftskirche St. Martin und St. Severus.
Erst im Jahr 1940 kehrten die Saarlouiser nach dem Ende des Frankreichfeldzug in die entvölkerte Stadt zurück. Das Pfarrhaus war zu Kriegsbeginn durch die meteorologische Station der Artillerie, danach durch den Bund Deutscher Mädel beschlagnahmt worden und wurde der Pfarrei erst nach zermürbenden Verhandlungen zurückgegeben. Aus Anlass der glücklichen Heimkehr wurde im Jahr 1940 eine hölzerne Christusfigur als Votivgabe gestiftet und durch den in Koblenz tätigen Bildhauer Wilhelm Tophinke, der von seiner Ausbildung her der Wiedenbrücker Schule entstammte, geschaffen. Die Aufstellung der Figur erfolgte im Jahr 1941.
In der Folgezeit wurde der Kirchengemeinde verboten, die Glocken zu läuten, die Fronleichnamsprozessionen wurden behindert oder verboten, das Pfarrhaus durchsucht, Gottesdienste nach nächtlichem Fliegeralarm untersagt. Weitere Maßnahmen waren ein Verbot der kirchlichen Beflaggung sowie ein Verbot der Verlesung von Gefallenenlisten im Gottesdienst, welches mit Hetze gegen Pfarrer Unkel in der Presse unter dem Schlagwort des Versuches der Wehrkraftzersetzung begleitet wurde.
Der Artilleriebeschuss der Stadt begann in der Nacht zum 29. November 1944. Dabei wurden die Kirchenfenster zerstört und ein Seitenschiff von einer Granate getroffen. Während der Beschusszeit durch die US-Artillerie floh der Großteil der Bevölkerung aus der Stadt. Bei Kriegsende war das Kreuzgratgewölbe über der Empore eingestürzt. Dabei war die Orgel völlig zerstört worden. Der Hochaltar hatte erhebliche Beschädigungen erlitten und die Sakristei war nicht mehr zu gebrauchen.

## Behebung der Kriegsschäden
Mitten in der Wiederaufbauphase überflutete ein verheerendes Hochwasser in den letzten Dezembertagen des Jahres 1947 die ohnehin schwer getroffene Stadt. Die zahlreichen Trümmer von Brücken, die in den letzten Kriegstagen von deutschen Truppen zur Behinderung der vorrückenden alliierten Truppen gesprengt worden waren, ließen die Flüsse in der ganzen Region mit Macht über die Ufer treten. In der Nacht zum 29. Dezember 1947 strömten die Wasser der Saar mit solcher Schnelligkeit in das Kircheninnere, dass trotz des beherzten Einsatzes von Pfarrangehörigen viele Ausstattungsgegenstände der Kirche nicht mehr geborgen werden konnten. Die Flut wich erst am Silvestermorgen und hinterließ eine dicke Schlammschicht in der Kirche, die durch den Einsatz von Feuerwehrspritzen aus der Kirche befördert werden musste.
Das Atelier Schilling (Freiburg im Breisgau), das bereits in den 1920er und 1930er Jahren die Kirche ausgemalt hatte, erneuerte die Ausmalung der Kirche ebenso am Ende der 1940er Jahre.
Die beiden Ölgemäldes von Dupuy, die Ludwig XIV. der Pfarrei geschenkt hatte, waren im Zweiten Weltkrieg zerschnitten worden und wurden von Ernst Sonnet aus Güdingen wieder restauriert. Die goldene Altarpredella wurde als Antependium des neogotischen Hochaltares verwendet.
Erst im Jahr 1957 konnte man eine neue Orgel mit 45 Registern in der renovierten Kirche einbauen. Durch Schenkung der Stadt wurde eine neue, nun elektrisch betriebene Turmuhr angeschafft, deren Wartung ab diesem Zeitpunkt der Pfarrgemeinde oblag. Vorher hatte sich die Kirchturmuhr im Besitz der Zivilgemeinde befunden und war von ihr auch gewartet worden.
Im Jahr 1958 konnte man das im Zweiten Weltkrieg nach Münstermaifeld verbrachte barocke Abendmahlsrelief restaurieren. Es wurde im Rahmen einer Feierstunde am Vorabend des Fronleichnamsfestes wieder in der Kirche angebracht.